# Just Like a Pill
Just Like a Pill – ballada rockowa amerykańskiej wokalistki Pink, wydana jako trzeci singel promujący jej drugi album studyjny M!ssundaztood. Produkcją płyty zajął się Dallas Austin, który jest także współautorem tekstu piosenki. W odróżnieniu od poprzednich singli artystki, utwór utrzymany jest w klimacie rocka alternatywnego.
Singel zajął pozycję ósmą w notowaniu Hot 100 amerykańskiego Billboardu, był także pierwszym solowym utworem wokalistki, który trafił na szczyt brytyjskiego zestawienia UK Singles Chart. W Australii, w której wydane dotąd single Pink przyjmowane były co najmniej pozytywnie, „Just Like a Pill” nie został wydany fizycznie; stał się za to przebojem tamtejszych stacji radiowych.

## Kompozycja
Utwór Just like a Pill został skomponowany przez Pink oraz Dallasa Austina, który jest również producentem i aranżerem całego albumu. Wykonywany jest w tonacji A-dur w tempie 102 uderzeń na minutę. Piosenka podąża za akordem A5-F♯m-D5-E5, a rozpiętość wokalu wynosi od E3 do C♯5.

## Tekst
Głównym tematem utworu jest wydostawanie się z bolesnego związku. W nawiązaniu do tytułu (pol. zupełnie jak pigułka), tematem pobocznym jest uzależnienie od narkotyków. Pink przyznała w wywiadzie, że piosenka ukazuje „część tego, kim jestem”, odnosząc się do jej udokumentowanych problemów z narkotykami.

## Covery
- Amerykańsko-włoski zespół hard rockowy Perfect World wypuścił swój cover na ich debiutanckim albumie Perfect World w 2003 roku[8].
- Wersja grupy Cascada, ukazała się na ich albumie Perfect Day w 2007 roku[9].
- Kanadyjski duet Tegan and Sara wykonał utwór na żywo dla Pink podczas gali Billboard Women In Music 2013.
- W trzecim sezonie duńskiej wersji programu X Factor podczas siódmego tygodnia jako uczestniczka tę piosenkę wykonała Maaike Vos, późniejsza finalistka.

## Zawartość singla
Singiel CD (USA)
1. „Just like a Pill” (wersja z albumu) – 3:57
2. „Just like a Pill” (instrumental) – 3:52
3. „Don't Let Me Get Me” (Ernie Lake Ext. Club. Vox.) – 5:49

Maksi singiel CD (Wlk. Brytania)
1. „Just like a Pill” (wersja radiowa) – 3:57
2. „Just like a Pill” (Jacknife Lee Remix) – 3:46
3. „Get the Party Started” (na żywo, La Scala) – 3:17
4. „Just like a Pill” (wideoklip)

Kaseta audio (Wlk. Brytania)
1. „Just like a Pill” (wersja radiowa) – 3:57
2. „Just like a Pill” (Jacknife Lee Remix) – 3:46
3. „Get the Party Started” (na żywo, La Scala) – 3:17

Singiel CD (Europa)
1. „Just like a Pill” (wersja radiowa) – 3:57
2. „Just like a Pill” (Jacknife Lee Mix) – 3:46

Maksi singiel CD (Europa)
1. „Just like a Pill” (wersja radiowa) – 3:57
2. „Just like a Pill” (Jacknife Lee Mix) – 3:46
3. „Get the Party Started” (na żywo, La Scala) – 3:17
4. „Just like a Pill” (wideoklip)

Maksi singiel 12" (Europa)
Str. A:
1. „Just like a Pill” (wersja radiowa) – 3:57
2. „Just like a Pill” (Jacknife Lee Mix) – 3:46

Str. B:
1. „Just like a Pill” (wersja Numb LP) – 3:08
2. „Just like a Pill” (instrumental Jacknife Lee) – 3:46

Singiel CD (Kanada)
1. „Just like a Pill” (wersja radiowa) – 3:57
2. „M!ssundaztood” – 3:36

## Pozycje na listach przebojów
- Brazylia (ABPD): #77[10]
- Francja (SNEP): #29
- Stany Zjednoczone (Billboard Hot 100): #8